# Stillmatic
Stillmatic er titlen på Nas' femte album fra 2001.

## Spor
- "Stillmatic (The Intro)"
- "Ether"
- "Got Ur Self A..."
- "Smokin"
- "Youre Da Man"
- "Rewind"
- "One Mic"
- "2nd Childhood"
- "Destroy & Rebuild"
- "The Flyest"
- "Rule"
- "My Country"
- "What Goes Around"
- "Every Ghetto"

## Produktion
- Nas
- Large Professor
- Chucky Thompson
- DJ Premier
- Ron Browz
- Salaam Remi
- Trackmasters Entertainment
- L.E.S.
- Baby Paul,
- Mike Risko
- Hangmen 3
- Megahertz Music Group
- Lofey